# Armand Amar
Armand Amar, född 1953, är en israeliskfödd fransk filmmusikkompositör som växte upp i Marocko. Amars mor är israel och hans far är judisk-marockansk. 1976 mötte han den sydafrikanske koreografen Peter Goss, som introducerade honom i dans. De följande åren jobbade Amar med flera koreografer inom samtidsdans. 1994 grundade han sitt eget skivbolag, Long Distance, tillsammans med Peter Gabriel och Alain Weber.
Amars filmmusik är huvudsakligen inspirerad av österländsk musik. Han har skrivit flera baletter och komponerat musik till en rad spelfilmer, bland annat Belle & Sebastian (2013), Amen. (2002), Days of Glory (2006) och Home (2009). Han har flera gånger blivit nominerad till Césarpriset för sin filmmusik, vilket han vann för första gången år 2008.
Amar komponerade filmmusiken till Tusen gånger god natt (2013) av Erik Poppe. Han vann Amandaprisen 2014 för denna filmmusik.